# باشگاه فوتبال اوساسونا
اتلتیک اوساسونا' (به اسپانیایی: Club Atlético Osasuna) یک باشگاه فوتبال حرفه‌ای است که در شهر پامپلونا در ایالت نابارا در کشور اسپانیا قرار دارد. این باشگاه در ۲۴ اکتبر۱۹۲۰ تأسیس شد و در حال حاضر در لالیگا بازی می‌کند. ورزشگاه خانگی این باشگاه ورزشگاه ال سادار است که دارای ظرفیت ۲۳٬۵۱۶ است. اوساسونا در زبان باسکی به معنای «ُسلامتی» است که اوساسونا را به تنها تیم لالیگا با نام باسکی تبدیل می‌کند.
از بازیکنان معروف ایرانی این باشگاه می‌توان جواد نکونام، مسعود شجاعی و کریم انصاری فرد را نام برد.

## تاریخچه
این باشگاه در ۲۴ اکتبر ۱۹۲۰ تأسیس شد و نام اوساسونا توسط بنجامین آندویان مارتینز انتخاب شد. جواد نکونام یکی از بهترین بازیکنان وکاپیتان این باشگان بوده است هنگامی که فوتبال اسپانیا در سال ۱۹۲۸ حرفه ای شد، اوساسونا در دسته سوم قرار داشت و پس از فصل ۱۹۳۱–۱۹۳۲ با پیروزی در پلی آف مقابل ناسیونال مادرید به لالیگا۲ صعود کرد. آنها سه فصل بعد به لالیگا راه یافتند. در همان فصل آنها به نیمه نهایی کوپا دل ری رسیدند اما مغلوب سویا شدند. فصل بعد، اوساسونا دوباره به نیمه نهایی رسید، این بار با وجود پیروزی در بازی اول، در دو بازی به بارسلونا باخت.
این باشگاه به شدت از سرکوب‌های عقب‌نشینی که توسط شورشیان ناسیونالیست در کودتای ۱۹۳۶ علیه جمهوری دوم اسپانیا ضربه خورد. حداقل ده بازیکن، کارمند و اعضای هیئت مدیره به قتل رسیدند، زندانی شدند یا مورد آزار و اذیت قرار گرفتند. اعضای بازمانده به زور برای جبهه جذب شدند و برخی از آنها برای کودتا شور و شوق نشان دادند. حمایت قاطع ناوار از شورشیان ملی‌گرا باعث شد تا اوساسونا در لالیگا ۱۹۳۹–۱۹۴۰ زمانی که مسابقات رسمی از سر گرفته شد، پیشنهاد شود، اگرچه آنها در سال‌های ۱۹۳۵–۱۹۳۶ به پایان رسیده بودند و باید به دسته پایین می‌رفتند. تا سال‌های ۱۹۵۳–۱۹۵۴ که اوساسونا دوباره درلالیگا۲ شرکت کرد و در سال‌های ۱۹۵۶–۱۹۵۷ توانست جایگاه خود را حفظ کند و سه سال دیگر در آنجا ماند.
در سپتامبر ۱۹۶۷، استادیوم ال سادار اوساسونا با مسابقه ای بین اوساسونا و باشگاه فوتبال ویتوریا ستوبال افتتاح شد و میزبان با نتیجه ۳–۰ پیروز شد.

## رقیب‌ها
به دلایل مختلفی، رقابت جدی بین تیم‌های اوساسونا و رئال ساراگوسا، رئال مادرید و بقیه تیم‌های اهل باسک از جمله اتلتیک بیلبائو می‌باشد و رقبای اصلی این تیم حساب می‌شوند.
رقابت با رئال مادرید در دسامبر ۱۹۹۰ آغاز شد، زمانی که اوساسونا ۴–۰ در سانتیاگو برنابئو پیروز شد. رقابت با ساراگوسا همیشه یک رقابت داغ نبود، اما خصومت بین دو باشگاه در جریان مسابقه ای در اکتبر ۱۹۸۷ آغاز شد، زمانی که هواداران ساراگوسایک شی را به سمت دروازه‌بان اوساسونا روبرتو سانتاماریا پرتاب کردند. از آن زمان، این مسابقات اغلب بین هواداران و بازیکنان درگیر می‌شود و یکی از داغ‌ترین رقابت‌ها در اسپانیا شناخته می‌شود. با این حال، در سال‌های اخیر، به دلیل قرار گرفتن باشگاه‌ها در بخش‌های مختلف، دوره‌های زمانی زیادی وجود داشته است که این مسابقه بین این دو تیم برگزار نمی‌شود.

## تکامل کیت
قرمز و آبی سرمه ای رنگ‌های تیم اوساسونا هستند که در لباس خانه و لوگوی باشگاه منعکس شده‌اند. کیت خارج از خانه به شدت با کیت خانگی متفاوت است.

## فصل‌ها

### فصل‌های اخیر
| فصل     | Div             | Pos. | Pld | W  | D  | L  | GF | GA | GD  | Pts | کوپا دل ری         | یوفا | یوفا | توضیحات                      |
| ------- | --------------- | ---- | --- | -- | -- | -- | -- | -- | --- | --- | ------------------ | ---- | ---- | ---------------------------- |
| ۲۰۱۱–۱۲ | لا لیگا ۱۲–۲۰۱۱ | 7ام  | 38  | 13 | 15 | 10 | 44 | 61 | −۱۷ | 54  | دور یک‌شانزدهم      |      |      |                              |
| ۲۰۱۲–۱۳ | لا لیگا ۱۳–۲۰۱۲ | 16ام | 38  | 10 | 9  | 19 | 33 | 50 | −۱۷ | 39  | دور یک‌شانزدهم      |      |      |                              |
| ۲۰۱۳–۱۴ | لا لیگا ۱۴–۲۰۱۳ | 18ام | 38  | 10 | 9  | 19 | 32 | 62 | −۳۰ | 39  | دور یک‌شانزدهم      |      |      | Relegated                    |
| ۲۰۱۴–۱۵ | 2D              | 18ام | 42  | 11 | 12 | 19 | 41 | 60 | −۱۹ | 45  | دور دوم            |      |      |                              |
| ۲۰۱۵–۱۶ | 2D              | 6ام  | 42  | 17 | 13 | 12 | 47 | 40 | +7  | 64  | دور دوم            |      |      | Promoted as play-off winners |
| ۲۰۱۶–۱۷ | لا لیگا ۱۷–۲۰۱۶ | 19ام | 38  | 4  | 10 | 24 | 40 | 94 | −۵۴ | 22  | دور یک‌شانزدهم      |      |      | Relegated                    |
| ۲۰۱۷–۱۸ | 2D              | 8ام  | 42  | 16 | 16 | 10 | 44 | 34 | +10 | 64  | دور سوم            |      |      |                              |
| ۲۰۱۸–۱۹ | 2D              | ۱ام  | 42  | 26 | 9  | 7  | 59 | 35 | +24 | 87  | کوپا دل ری ۱۹–۲۰۱۸ |      |      | Promoted                     |
| ۲۰۱۹–۲۰ | لا لیگا ۲۰–۲۰۱۹ | 10ام | 38  | 13 | 13 | 12 | 46 | 54 | −۸  | 52  | دور یک‌شانزدهم      |      |      |                              |
| ۲۰۲۰–۲۱ | لا لیگا ۲۱–۲۰۲۰ | 11ام | 38  | 11 | 11 | 16 | 37 | 48 | −۱۱ | 44  | دور یک‌شانزدهم      |      |      |                              |

### فصل به فصل
| فصل             | Tier | دسته            | مکان | کوپا دل ری    |
| --------------- | ---- | --------------- | ---- | ------------- |
| 1929            | ۳    | 3ª              | ۷ام  | دور یک‌شانزدهم |
| ۱۹۲۹–۳۰         | ۴    | ۱ª Reg.         | ۱ام  | دور یک‌شانزدهم |
| 1930–31         | ۳    | 3ª              | ۳ام  | شرکت نکرد     |
| 1931–32         | ۳    | 3ª              | ۱ام  | دور یک‌سی‌ودوم  |
| 1932–33         | ۲    | سگوندا دیویسیون | ۸ام  | دور یک‌شانزدهم |
| 1933–34         | ۲    | سگوندا دیویسیون | ۵ام  | دور یک‌شانزدهم |
| 1934–35         | ۲    | سگوندا دیویسیون | 1st  | نیمه نهایی‌ها  |
| لا لیگا ۳۶–۱۹۳۵ | ۱    | لا لیگا         | ۱۲ام | نیمه نهایی‌ها  |
| 1939–40         | ۲    | سگوندا دیویسیون | 2nd  | دور یک‌شانزدهم |
| 1940–41         | ۲    | سگوندا دیویسیون | ۵ام  | دور دوم       |
| 1941–42         | ۲    | سگوندا دیویسیون | ۶ام  | دور اول       |
| 1942–43         | ۲    | سگوندا دیویسیون | ۴ام  | دور اول       |
| 1943–44         | ۲    | سگوندا دیویسیون | ۱۳ام | دور یک‌سی‌ودوم  |
| 1944–45         | ۳    | 3ª              | 2nd  | شرکت نکرد     |
| 1945–46         | ۳    | 3ª              | ۵ام  | شرکت نکرد     |
| 1946–47         | ۳    | 3ª              | 2nd  | شرکت نکرد     |
| 1947–48         | ۳    | 3ª              | 1st  | دور پنجم      |
| 1948–49         | ۳    | 3ª              | 1st  | دور چهارم     |
| 1949–50         | ۲    | سگوندا دیویسیون | ۷ام  | دور دوم       |
| 1950–51         | ۲    | سگوندا دیویسیون | ۷ام  | شرکت نکرد     |

| فصل     | Tier | دسته            | Place | کوپا دل ری      |
| ------- | ---- | --------------- | ----- | --------------- |
| 1951–52 | ۲    | سگوندا دیویسیون | ۶ام   | شرکت نکرد       |
| 1952–53 | ۲    | سگوندا دیویسیون | 1st   | دور اول         |
| ۱۹۵۳–۵۴ | ۱    | لا لیگا         | ۱۳ام  | شرکت نکرد       |
| 1954–55 | ۲    | سگوندا دیویسیون | ۹ام   | شرکت نکرد       |
| 1955–56 | ۲    | سگوندا دیویسیون | 1st   | یک‌چهارم نهایی‌ها |
| ۱۹۵۶–۵۷ | ۱    | لا لیگا         | ۶ام   | دور یک‌شانزدهم   |
| ۱۹۵۷–۵۸ | ۱    | لا لیگا         | ۵ام   | دور یک‌شانزدهم   |
| ۱۹۵۸–۵۹ | ۱    | لا لیگا         | ۸ام   | دور یک‌شانزدهم   |
| ۱۹۵۹–۶۰ | ۱    | لا لیگا         | ۱۵ام  | دور یک‌سی‌ودوم    |
| 1960–61 | ۲    | سگوندا دیویسیون | 1st   | دور یک‌سی‌ودوم    |
| ۱۹۶۱–۶۲ | ۱    | لا لیگا         | ۱۲ام  | دور یک‌سی‌ودوم    |
| ۱۹۶۲–۶۳ | ۱    | لا لیگا         | ۱۵ام  | دور یک‌سی‌ودوم    |
| 1963–64 | ۲    | سگوندا دیویسیون | ۵ام   | دور اول         |
| 1964–65 | ۲    | سگوندا دیویسیون | ۱۰ام  | دور یک‌شانزدهم   |
| 1965–66 | ۲    | سگوندا دیویسیون | ۹ام   | دور یک‌سی‌ودوم    |
| 1966–67 | ۲    | سگوندا دیویسیون | ۴ام   | دور یک‌سی‌ودوم    |
| 1967–68 | ۲    | سگوندا دیویسیون | ۱۵ام  | دور اول         |
| 1968–69 | ۳    | 3ª              | 1st   | شرکت نکرد       |
| 1969–70 | ۲    | سگوندا دیویسیون | ۱۵ام  | دور یک‌سی‌ودوم    |
| 1970–71 | ۳    | 3ª              | ۴ام   | دور یک‌سی‌ودوم    |

| فصل     | Tier | دسته            | Place | کوپا دل ری      |
| ------- | ---- | --------------- | ----- | --------------- |
| 1971–72 | ۳    | 3ª              | 1st   | دور اول         |
| 1972–73 | ۲    | سگوندا دیویسیون | ۱۵ام  | دور سوم         |
| 1973–74 | ۲    | سگوندا دیویسیون | ۱۷ام  | دور سوم         |
| 1974–75 | ۳    | 3ª              | 1st   | دور اول         |
| 1975–76 | ۲    | سگوندا دیویسیون | ۱۹ام  | دور یک‌سی‌ودوم    |
| 1976–77 | ۳    | 3ª              | 1st   | دور دوم         |
| 1977–78 | ۲    | سگوندا دیویسیون | ۱۰ام  | دور سوم         |
| 1978–79 | ۲    | سگوندا دیویسیون | ۱۳ام  | یک‌چهارم نهایی‌ها |
| 1979–80 | ۲    | سگوندا دیویسیون | ۳ام   | دور یک‌شانزدهم   |
| ۱۹۸۰–۸۱ | ۱    | لا لیگا         | ۱۱ام  | دور اول         |
| ۱۹۸۱–۸۲ | ۱    | لا لیگا         | ۱۰ام  | دور سوم         |
| ۱۹۸۲–۸۳ | ۱    | لا لیگا         | ۱۴ام  | دور یک‌شانزدهم   |
| ۱۹۸۳–۸۴ | ۱    | لا لیگا         | ۱۵ام  | یک‌چهارم نهایی‌ها |
| ۱۹۸۴–۸۵ | ۱    | لا لیگا         | ۶ام   | دور سوم         |
| ۱۹۸۵–۸۶ | ۱    | لا لیگا         | ۱۴ام  | دور چهارم       |
| ۱۹۸۶–۸۷ | ۱    | لا لیگا         | ۱۵ام  | یک‌چهارم نهایی‌ها |
| ۱۹۸۷–۸۸ | ۱    | لا لیگا         | ۵ام   | نیمه نهایی‌ها    |
| ۱۹۸۸–۸۹ | ۱    | لا لیگا         | ۱۰ام  | دور یک‌شانزدهم   |
| ۱۹۸۹–۹۰ | ۱    | لا لیگا         | ۸ام   | دور اول         |
| ۱۹۹۰–۹۱ | ۱    | لا لیگا         | ۴ام   | دور چهارم       |

| فصل             | Tier | دسته            | مکان | کوپا دل ری      |
| --------------- | ---- | --------------- | ---- | --------------- |
| ۱۹۹۱–۹۲         | ۱    | لا لیگا         | ۱۵ام | دور یک‌شانزدهم   |
| ۱۹۹۲–۹۳         | ۱    | لا لیگا         | ۱۰ام | دور پنجم        |
| ۱۹۹۳–۹۴         | ۱    | لا لیگا         | ۲۰ام | دور پنجم        |
| 1994–95         | ۲    | سگوندا دیویسیون | ۷ام  | دور سوم         |
| 1995–96         | ۲    | سگوندا دیویسیون | ۱۰ام | دور دوم         |
| 1996–97         | ۲    | سگوندا دیویسیون | ۱۶ام | دور سوم         |
| 1997–98         | ۲    | سگوندا دیویسیون | ۱۵ام | دور یک‌شانزدهم   |
| 1998–99         | ۲    | سگوندا دیویسیون | ۱۳ام | دور چهارم       |
| 1999–2000       | ۲    | سگوندا دیویسیون | 2nd  | یک‌چهارم نهایی‌ها |
| ۲۰۰۰–۰۱         | ۱    | لا لیگا         | ۱۵ام | دور یک‌سی‌ودوم    |
| ۲۰۰۱–۰۲         | ۱    | لا لیگا         | ۱۷ام | دور یک‌سی‌ودوم    |
| ۲۰۰۲–۰۳         | ۱    | لا لیگا         | ۱۱ام | نیمه نهایی‌ها    |
| ۲۰۰۳–۰۴         | ۱    | لا لیگا         | ۱۳ام | دور یک‌شانزدهم   |
| ۲۰۰۴–۰۵         | ۱    | لا لیگا         | ۱۵ام | Runners-up      |
| ۲۰۰۵–۰۶         | ۱    | لا لیگا         | ۴ام  | دور یک‌شانزدهم   |
| ۲۰۰۶–۰۷         | ۱    | لا لیگا         | ۱۴ام | یک‌چهارم نهایی‌ها |
| ۲۰۰۷–۰۸         | ۱    | لا لیگا         | ۱۷ام | دور یک‌سی‌ودوم    |
| ۲۰۰۸–۰۹         | ۱    | لا لیگا         | ۱۵ام | دور یک‌شانزدهم   |
| لا لیگا ۱۰–۲۰۰۹ | ۱    | لا لیگا         | ۱۲ام | یک‌چهارم نهایی‌ها |
| لا لیگا ۱۱–۲۰۱۰ | ۱    | لا لیگا         | ۹ام  | دور یک‌سی‌ودوم    |

| فصل             | Tier | دسته            | مکان | کوپا دل ری         |
| --------------- | ---- | --------------- | ---- | ------------------ |
| لا لیگا ۱۲–۲۰۱۱ | ۱    | لا لیگا         | ۷ام  | دور یک‌شانزدهم      |
| لا لیگا ۱۳–۲۰۱۲ | ۱    | لا لیگا         | ۱۶ام | دور یک‌شانزدهم      |
| لا لیگا ۱۴–۲۰۱۳ | ۱    | لا لیگا         | ۱۸ام | دور یک‌شانزدهم      |
| 2014–15         | ۲    | سگوندا دیویسیون | ۱۸ام | دور دوم            |
| 2015–16         | ۲    | سگوندا دیویسیون | ۶ام  | دور دوم            |
| لا لیگا ۱۷–۲۰۱۶ | ۱    | لا لیگا         | ۱۹ام | دور یک‌شانزدهم      |
| 2017–18         | ۲    | سگوندا دیویسیون | ۸ام  | دور سوم            |
| 2018–19         | ۲    | سگوندا دیویسیون | 1st  | کوپا دل ری ۱۹–۲۰۱۸ |
| لا لیگا ۲۰–۲۰۱۹ | ۱    | لا لیگا         | ۱۰ام | دور یک‌شانزدهم      |
| لا لیگا ۲۱–۲۰۲۰ | ۱    | لا لیگا         | ۱۱ام | دور یک‌شانزدهم      |
| لالیگا ۲۲–۲۰۲۱  | ۱    | لا لیگا         |      |                    |

- ۴۲ فصل‌ها در لا لیگا
- ۳۷ فصل‌ها در لالیگا ۲
- ۱۳ فصل‌ها در Tercera División (as third tier)
- ۱ فصل در Categorías Regionales

## تیم فعلی

### تیم اصلی
به روز رسانی شده در ۲۴ آگوست ۲۰۲۳
توجه: پرچم‌ها نشان دهنده تیم ملی است که طبق قوانین واجد شرایط بودن فیفا تعریف شده است. بازیکنان ممکن است بیش از یک ملیت غیر فیفا داشته باشند.
| شماره |          | پست       | بازیکن                    |
| ----- | -------- | --------- | ------------------------- |
| ۱     | اسپانیا  | دروازه‌بان | سرخیو هررا                |
| ۲     | اسپانیا  | مدافع     | ناچو ویدال                |
| ۳     | اسپانیا  | مدافع     | خوان کروز                 |
| ۴     | اسپانیا  | مدافع     | یونی گارسیا (کاپیتان دوم) |
| ۵     | اسپانیا  | مدافع     | دیوید گارسیا (کاپیتان)    |
| ۶     | اسپانیا  | هافبک     | لوکاس تورو                |
| ۷     | اسپانیا  | هافبک     | خون مونکایولا             |
| ۸     | صربستان  | هافبک     | دارکو براشاناتس           |
| ۹     | آرژانتین | مهاجم     | ازکیل آویلا               |
| ۱۰    | اسپانیا  | هافبک     | ایمار اوروز               |
| ۱۱    | اسپانیا  | هافبک     | کیکه بارجا                |
| ۱۲    | اسپانیا  | مدافع     | خسوس آرسو                 |

| شماره |         | پست       | بازیکن                         |
| ----- | ------- | --------- | ------------------------------ |
| ۱۳    | اسپانیا | دروازه‌بان | ایتور فرناندز                  |
| ۱۴    | اسپانیا | هافبک     | روبن گارسیا                    |
| ۱۵    | اسپانیا | مدافع     | روبن پنیا                      |
| ۱۶    | اسپانیا | هافبک     | موا گومز                       |
| ۱۷    | کرواسی  | مهاجم     | آنته بودیمیر                   |
| ۱۹    | اسپانیا | هافبک     | پابلو ایبانز                   |
| ۲۰    | اسپانیا | مهاجم     | خوزه آرنایز                    |
| ۲۲    | کلمبیا  | مدافع     | جوهان موهیکا (قرضی از ویارئال) |
| ۲۳    | اسپانیا | مهاجم     | رائول گارسیا                   |
| ۲۴    | اسپانیا | مدافع     | الخاندرو کاتنا                 |
| ۲۸    | اسپانیا | مدافع     | خورخه هراندو                   |
| ۳۴    | اسپانیا | هافبک     | ایکر مونوز                     |

### اعضای کادرفنی
مالک :جناب خان

مالک :جناب خان

مالک :جناب خان
| پست              | نام            |
| ---------------- | -------------- |
| سرمربی           | یاگوبا آراساته |
| دستیار مربی      | بیتور الکیزا   |
| مربی بدنساز      | پپه کوند       |
| مربی بدنساز      | ژوانتسو مارتین |
| مربی دروازه‌بان‌ها | ریکاردو سانزول |
| مربی             | آلوارو گارسیا  |
| مدیر ورزشی       | برائولیو وازکز |

آخرین به‌روز رسانی: June 2018
منبع: CA Osasuna

## بازیکنان سرشناس
توضیحات: این لیست بازیکنانی می‌شود که حداقل ۱۰۰ بار برای اوساسونا به میدان رفته‌اند یا به جایگاه بین‌المللی رسیده‌اند.
| - دانیل مونتنگرو - برناردو رومئو - جان الویسی - پریرا گومز - پابلو کانتره ریس - رافائل اولارا - ابراهیما باکایوکو - کریستین مانفردینی - یاروسلاف پلاشیل - سمی لی - کریستیان وادوکز - کریم انصاری‌فرد - جواد نکونام - مسعود شجاعی - اشلی گرایمز | - مایکل رابینسون - خاویر آگیره - کارلوس اوچوا - کارلوس ولا - مانوئل ویدریو - محمد الیعقوبی - امکا ایفیجیاگوا - رومن کوسکی - ریشارد استانیک - میروسلاو ترژیاک - یان اوربان - جاک زیوبر - یونل گان - دمیتری کوزنتسوف - سرگئی شوستیکوف | - دارکو براشاناتس - دیان لکیچ - دژان مارکوویچ - ساوو میلوشویچ - پردراگ اسپاسیچ - گوران استوانوویچ - پتار واسیلیویچ - ریستو ویداکوویچ - سزار آزپیلیکوئتا - پاکو بینزوباس - اویجنیو بواستینوری - خاویر کاستانیدا - توماس کریستیانسن - سزار کرچاگا - مارتین دومینگوئز - ایگناسیو ایزاگیره | - میگوئل فلانو - جوزپ فوسته - یون آندونی گویکوتکسا - مارتین گونزالس - خوزه ایزکیاردو - یوستکسو - خاوی گارسیا - روبرتو سولدادو - رائول گارسیا - دومینگو لاررینزر - انیگو لاررینزر - خاویر لوپز - انریکه مارتین - خاوی مارتینز - خوزه مانوئل متئو | - ناچو مونرئال - پابلو اوربایز - پاچین - پپین - فرانسیسکو پونین - تیکو - ایگناسیو زوکو - پابلو گارسیا - ریچارد مورالز - والتر پاندیانی - مارسلو سوسا |

### بازیکنان جام جهانی
بازیکنان زیر هنگام بازی برای اوساسونا توسط تیم ملی کشورشان در جام جهانی بازی کرده‌اند.
- ساوو میلوشویچ (۲۰۰۶)
- جواد نکونام (۲۰۰۶)
- فرانسیسکو سیلوا (۲۰۱۴)
- آنته بودیمیر (۲۰۲۲)
- عبدالصمد الزلزولی (۲۰۲۲)

## افتخارات

#### کوپا دل ری
- نایب‌قهرمانی‌ها (۲): ۲۰۱۴–۲۰۱۵، ۲۳–۲۰۲۲

#### سگوندا دیویسیون
- قهرمانی‌ها (4): 1952–53, 1955–56, 1960–61, 2018–19[۱۹]
- نایب‌قهرمانی‌ها (۲): 1934–35, 1939–40, 1999–2000

#### Tercera División:
- قهرمانی‌ها (7): 1931–32, 1947–48, 1948–49, 1968–69, 1971–72, 1974–75, 1976–77

#### Copa Presidente FEF
- نایب‌قهرمانی: ۱۹۳۹–۴۰

## مربیان سرشناس
- خاویر آگیره
- ایوان برزیچ
- رافائل بنیتز
- خوزه آنتونیو کاماچو
- میگل آنخل لوتینا
- خوزه لوئیس مندیلیبار
- خوزه آنخل زیگاندا
- یاگوبا آراساته